# 경상현
경상현(景商鉉, 1937년 ~ 2016년 1월 2일)은 대한민국의 초대 정보통신부 장관이다. 본관은 태인이다. 부호분할다중접속(CDMA) 기술 이동통신 세계 최초 상용화를 주도했다.

## 생애
미국 벨연구소를 거쳐 한국전자통신연구원장을 지내며 TDX(전전자교환기), CDMA(코드분할다중접속) 상용화의 발판을 마련했다. 전자통신연구소장 때는 국산전전자교환기(TDX), 국산주전산기(타이컴), 고집적반도체 4메가 D램 등 IT 기술 개발을 주도해 한국 통신산업의 현대화에 결정적인 공헌을 했다. 또 전산원장 재임 중에는 세계 컴퓨터 및 통신위원회(ICCC) 부의장을 맡기도 했으며, 체신부 차관 때는 위성방송 전송방식, 부호분할다중접속(CDMA) 방식의 도입 결정을 주도했다. 이 때문에 ICT 업계에선 'CDMA 개발의 주역'으로도 불린다.
1994년 초대 정보통신부 장관을 역임하고, 한국ICT대연합 회장직을 수행하며 정보통신 업계에 거목으로 평가받아 왔다. 관료 생활을 떠난 이후에도 한국과학기술원(KAIST), 고려대학교 등에서 후진 양성에 힘을 쏟았고, 2012년 대선 과정에서는 당시 각 부처로 흩어진 정보통신부 기능을 다시 하나로 통합, 미래창조과학부 출범의 구심체 역할을 하기도 했다. 이후 한국ICT대연합 회장직을 맡으며, 정보통신 산업 발전의 숨은 조력자로 자리매김 해 왔다.

## 학력
- 서울대학교 화학과
- 로드아일랜드 대학교
- 매사추세츠 공과대학교(MIT) 대학원 공학 박사

## 경력
- 1965~1975년 미국 알곤 국립연구소/AT&T 벨연구소 근무
- 1975년 한국원자력연구소 근무
- 1976년 한국과학기술연구원(KIST) 근무
- 1977~1982년 KIST부설 전자통신연구소 선행연구부장
- 1979년 체신부장관 보좌관
- 1982년 한국전기통신공사 제2부사장 (데이콤 설립추진위원회 위원)
- 1984년 전기통신연구소(ETRI 전신) 소장
- 1985년 전자기술연구소 소장 겸임
- 1985년 한국전자통신연구소(ETRI) 소장
- 1992년 한국전산원 원장
- 1993년 체신부 차관
- 1994~1995년 정보통신부 장관 (초대)
- 1996년 한국전산원 연구위원
- 1996∼2005년 한국과학기술원(KAIST) 테크노경영대학원 초빙교수
- 1997년 한국소프트텔리시스 회장
- 2000~2001년 MINC 이사장
- 2000~2003년 세계인터넷주소관리기구(ICANN) 이사
- 2002년 국가과학기술인 및 과학기술인 명예의전당 인물선정위원
- 2003년 한국정보사회진흥원(NIA) 이사장
- 2006년 고려대학교 공대 전자공학과 석좌교수
- 2007년 한국과학기술원(KAIST) 경영대학 겸임교수
- 2013년 한국정보방송통신대연합(ICT대연합) 초대 회장[4]

## 상훈
- 1987년 국민훈장 모란장
- 1996년 청조근정훈장
- 2005년 한국전파진흥협회 정책분야 공로상
- 2005년 정보통신부 공로상

## 가족
동생 경주현은 삼성종합화학 회장을 역임했다. 부인 박요원과 아들 경연태, 딸 경연미가 있다.